# Desordres de Ferguson del 2014
Els anomenats disturbis de Ferguson fan referència a la sèrie de manifestacions, tant pacífiques com violentes, que es van donar a Ferguson (EUA), un dia després de l'assassinat de Michael Brown el 9 d'agost del 2014, i que es van prolongar una setmana més. Després d'haver-se sabut els detalls de l'assassinat del jove afroamericà, la policia va adoptar immediatament mesures preventives contra possibles focus de violència. El cas, però, és que el noi de 18 anys va morir després d'haver rebut 6 bales de la part d'un policia del departament de Missouri. En Brown estava desarmat i no tenia antecedents penals, fet que va fer esclatar la còlera. Es va associar automàticament els trets amb «assassinat per racisme».